# Damião
Damião este un oraș în Paraíba (PB), Brazilia.